# Katherine Sauerbrey
Katherine Sauerbrey (* 5. Mai 1997 in Suhl) ist eine deutsche Skilangläuferin. Ihr bisher größter Erfolg ist der Gewinn der Silbermedaille mit der 4 × 5-km-Staffel bei den Olympischen Winterspielen 2022.

## Werdegang
Sauerbrey, die für den SC Steinbach-Hallenberg startet, nahm von 2012 bis 2017 vorwiegend an U18- und U20-Rennen im Alpencup teil. Dabei belegte sie in der Saison 2016/17 den fünften Platz in der U20-Gesamtwertung. Bei den Nordischen Junioren-Skiweltmeisterschaften 2014 im Val di Fiemme errang sie den 11. Platz über 5 km klassisch und den vierten Rang mit der Staffel. Im folgenden Jahr holte sie beim Europäischen Olympischen Winter-Jugendfestival in Steg die Bronzemedaille über 7,5 km klassisch sowie mit der Staffel. Bei den Nordischen Junioren-Skiweltmeisterschaften 2016 in Râșnov lief sie auf den 14. Platz über 5 km klassisch, auf den fünften Rang über 10 km Freistil und auf den vierten Platz mit der Staffel und bei den Nordischen Junioren-Skiweltmeisterschaften 2017 in Soldier Hollow auf den siebten Platz im Skiathlon und auf den sechsten Rang mit der Staffel. Zu Beginn der Saison 2017/18 startete sie in Prémanon erstmals im Alpencup, wo sie den 12. Platz über 10 km klassisch belegte. Im weiteren Saisonverlauf errang sie bei den U23-Weltmeisterschaften 2018 in Goms den 16. Platz im Skiathlon und bei den deutschen Meisterschaften den zweiten Platz mit der Mixed-Staffel.
In der Saison 2018/19 erreichte Sauerbrey mit vier Top-Zehn-Platzierungen im Alpencup den neunten Gesamtrang. Bei den U23-Weltmeisterschaften 2019 in Lahti kam sie auf den 42. Platz im Sprint und auf den 24. Rang im 15-km-Massenstartrennen. In der Saison 2020/21 holte sie in Pokljuka über 10 km klassisch ihren ersten Sieg im Alpencup und errang zum Saisonende den sechsten Platz in der Gesamtwertung. Zu Beginn der Saison 2021/22 siegte sie beim Alpencup in Ulrichen und in St. Ulrich am Pillersee je über 10 km klassisch und im 10-km-Massenstartrennen und gab bei der Tour de Ski 2021/22 in der Lenzerheide ihr Debüt im Skilanglauf-Weltcup, welches sie auf dem 61. Platz im Sprint beendete. Tags darauf holte sie dort mit dem 21. Platz über 10 km klassisch ihre ersten Weltcuppunkte. Die Tour beendete sie auf dem 19. Platz in der Gesamtwertung.
Aufgrund ihrer sehr guten Ergebnisse zu Beginn der Saison 2021/22 wurde sie für die Olympischen Winterspiele 2022 nominiert. Dort erreichte sie mit Platz 13 im 15-km-Skiathlon und Platz 11 über 10 km wiederum überzeugende Ergebnisse. Im Anschluss gewann Sauerbrey als Startläuferin mit der 4 × 5-km-Staffel überraschend Olympiasilber.

## Siege bei Continental-Cup-Rennen
| Nr. | Datum             | Ort                     | Disziplin                  | Serie    |
| --- | ----------------- | ----------------------- | -------------------------- | -------- |
| 1.  | 13. März 2021     | Pokljuka                | 10 km klassisch            | Alpencup |
| 2.  | 3. Dezember 2021  | Ulrichen                | 10 km klassisch            | Alpencup |
| 3.  | 5. Dezember 2021  | Ulrichen                | 10 km Freistil Massenstart | Alpencup |
| 4.  | 18. Dezember 2021 | St. Ulrich am Pillersee | 10 km klassisch            | Alpencup |
| 5.  | 19. Dezember 2021 | St. Ulrich am Pillersee | 10 km Freistil Massenstart | Alpencup |

## Teilnahmen an Weltmeisterschaften und Olympischen Winterspielen

### Olympische Spiele
- 2022 Peking: 2. Platz Staffel, 11. Platz 10 km klassisch, 13. Platz 15 km Skiathlon

### Nordische Skiweltmeisterschaften
- 2023 Planica: 21. Platz 15 km Skiathlon, 23. Platz 30 km klassisch Massenstart
- 2025 Trondheim: 16. Platz 10 km klassisch, 21. Platz 20 km Skiathlon

## Statistik

### Weltcup-Platzierungen
Die Tabelle zeigt die erreichten Platzierungen im Einzelnen.
- 1.–3. Platz: Anzahl der Podiumsplatzierungen
- Top 10: Anzahl der Platzierungen unter den ersten zehn
- Punkteränge: Anzahl der Platzierungen innerhalb der Punkteränge
- Starts: Anzahl gelaufener Rennen in der jeweiligen Disziplin
- Hinweis: Bei den Distanzrennen erfolgt die Einordnung gemäß FIS.

| Platzierung               | Distanzrennen a | Distanzrennen a | Distanzrennen a | Distanzrennen a | Distanzrennen a | Skiathlon Verfolgung | Sprint | Etappen- rennen b | Gesamt | Team   | Team    |
| Platzierung               | ≤ 5 km          | ≤ 10 km         | ≤ 15 km         | ≤ 30 km         | > 30 km         | Skiathlon Verfolgung | Sprint | Etappen- rennen b | Gesamt | Sprint | Staffel |
| ------------------------- | --------------- | --------------- | --------------- | --------------- | --------------- | -------------------- | ------ | ----------------- | ------ | ------ | ------- |
| 1. Platz                  |                 |                 |                 |                 |                 |                      |        |                   |        |        |         |
| 2. Platz                  |                 |                 |                 |                 |                 |                      |        |                   |        |        | 1       |
| 3. Platz                  |                 |                 |                 |                 |                 |                      |        |                   |        |        |         |
| Top 10                    |                 |                 |                 |                 |                 |                      |        |                   |        |        | 5       |
| Punkteränge               |                 | 12              | 3               | 11              | 2               | 1                    | 4      | 2                 | 35     |        | 5       |
| Starts                    |                 | 14              | 3               | 13              | 2               | 3                    | 7      | 2                 | 44     |        | 5       |
| Stand: Saisonende 2024/25 |                 |                 |                 |                 |                 |                      |        |                   |        |        |         |

### Weltcupwertungen
| Saison  | Gesamt | Gesamt | Distanz | Distanz | Sprint | Sprint |
| Saison  | Punkte | Platz  | Punkte  | Platz   | Punkte | Platz  |
| ------- | ------ | ------ | ------- | ------- | ------ | ------ |
| 2021/22 | 95     | 46.    | 45      | 43.     | 2      | 78.    |
| 2022/23 | 105    | 84.    | 105     | 55.     | –      | –      |
| 2023/24 | 400    | 43.    | 376     | 28.     | 24     | 85.    |
| 2024/25 | 369    | 51.    | 363     | 26.     | 6      | 116.   |

## Auszeichnungen
- 2022: Silbernes Lorbeerblatt[1]